# Portal
Portal je logická first-person počítačová hra, vydaná roku 2007 společností Valve Corporation, která propojila příběh hry se známějším titulem Half-Life. Jde v podstatě o modifikaci Half-Life 2 fungující na Source engine. V krabicovém balení hra vyšla jako součást balíku The Orange Box nebo samostatně stažitelná on-line přes Steam.
Oproti jiným FPS nejde o klasické střílení, ale prioritním úkolem hráče je přemýšlet, kterak se za pomoci dvou portálů přemístit na konec aktuální úrovně a zároveň se vyhnout nástrahám. Hra byla označena nejoriginálnější videohrou roku 2007 a ačkoliv šlo původně pouze o doplněk balíku Orange Box, dočkala se pokračování s názvem Portal 2 coby již plnohodnotné a samostatné hry, která byla vydána roku 2011.
Roku 2008 byla pro Xbox 360 vydána samostatná verze Portal: Still Alive s přidanými novými rébusy.

## Princip

Příklad využití zachování hybnosti ve hře Portal - jakou rychlostí hráč proskočí modrým portálem, takovou rychlostí vyjde z portálu oranžového.

Složitější moment, kdy je potřeba vytvořit znovu modrý portál za letu z portálu oranžového

Pointou hry je vytváření dvojice portálů, modrého a oranžového, které jsou mezi sebou propojeny. Pro vytvoření portálů slouží jediný nástroj, zvaný ASHPD (Aperture Science Handheld Portal Device nebo jednoduše Portal Gun - Portálová pistole), který umí vytvořit oba portály na jakémkoli světlém povrchu, který je vytvořen z měsíčních kamenů. K dispozici je neomezené množství "munice" pro vytváření portálů. Hráč se pohybuje po tzv. testovacích komorách, které ale obsahují i povrchy tmavé, na nichž nelze portál vytvořit.
Po vytvoření obou portálů lze procházet z jednoho do druhého, eventuálně jeden umístit na zem a druhý na vyvýšené místo a tak se přemisťovat po testovacích komorách. Na konci každé komory je výtah do další úrovně, ale součástí testovacích komor jsou i různé nástrahy jako nádrže s životu nebezpečnou tekutinou, posuvné zdi/podlahy, automatické střílny apod. Portály zůstávají na svém místě, dokud hráč znovu nevypálí pro vytvoření portálu dané barvy, dokud neprojde silovým polem nebo dokud jeden z portálu není zahrazen např. pohybující se stěnou.
Správným vytvořením portálů lze využít zachování hybnosti, kdy platí fyzikální zákon: „rychlost vstupu = rychlost výstupu“. V praxi to lze využít pro skok z vyvýšeného místa do jednoho portálu a vysokou rychlosti, která původně byla pádem, vyletět z portálu druhého a doletět tak na potřebné místo. V průběhu hry se nachází i situace, kdy hráč musí skočit do jednoho portálu, vyletět (např. ze zdi) z druhého a ještě před dopadem vytvořit někde jinde portál další, ze kterého se dostane ještě dál.
Lze samozřejmě také vytvořit nekonečnou smyčku, například portály ve stropě a v podlaze, které budou pod sebou. Jimi pak bude hráč padat, dokud se neodchýlí ze směru pádu. Portály je možné také využít pro průzkum, kdy lze vypálit portál do místa, kam není vidět a druhým portálem se podívat na ono místo. Kromě hráče lze portály také přemisťovat předměty, na které platí stejné fyzikální zákony. V praxi to lze použít jako zbraň proti robotizované, automatické střílně, při vytvoření portálu pod ní a druhého kdesi na vyvýšeném místě, střílna propadne portálem a vypadne jinde, kde se deaktivuje po spadnutí na zem. Takto je také možné použít nějaký předmět, aby přes portál zasáhl střílnu a deaktivoval ji. V jiných částech hry je zase nezbytně nutné skrze portály dopravil levitující energetický výboj do přijímače, což vyžaduje přesné načasování a správné umístění portálů, kterými výboj prolétává.
Pro zvýšení obtížnosti některé testovací komory obsahují silová pole, kterými může projít hráč, ale při průchodu zmizí všechny vytvořené portály a není také možné přenášet přes pole dostupné předměty. Je tak nutné např. nechat vylétnou energetický výboj z připravených portálů, až následně projít silovým polem a teprve potom pokračovat v navádění výboje dalšími portály. Každá testovací komora obsahuje silové pole před výtahem do další komory. V testovacích komorách jsou také rozmístěna nášlapná tlačítka sloužící k otevírání dveří, které se po opuštění tlačítka zavřou buď ihned nebo se zpožděním. Pro zatížení tlačítek jsou určené tzv. zatěžkávací kostky, které hráč může nosit nebo přemisťovat přes portály.
Pro usnadnění je hlavní postava vybavena blíže neurčenými tlumiči na lýtkách a tak může dopadnout z jakékoliv výšky bez zranění, což je de facto nezbytné při průchodu různými portály.

## Vývoj
V roce 2005 sedmičlenný tým studentů školy DigiPen pracoval na školním projektu, hře zvané Narbacular Drop. Pointou hry bylo projít bludištěm sklepení za pomoci umisťování a procházení portálů. Projekt zaujal společnost Valve, která v té době byla již známá jako tvůrce enginu Source a především sérií Half-Life her. Valve přijalo tým a nechalo je pracovat na nové hře v původní sestavě, ale přiřadilo do týmu svého herního scenáristu Erika Wolpawa. Wolpaw usoudil, že tým ani ne 10 lidí by neměl vytvářet hru v úplně novém prostředí a rozhodl, že příběh bude zasazen právě do univerza Half-Life.
Při jednom z prvních sezení skupiny se ptal na cíl hry, který by motivoval hráče projít příběhem a hru dohrát. Po patnáctiminutovém tichu někdo z týmu pronesl, že všichni mají rádi dorty a dort tedy skutečně byl lákadlem ve finální hře. Narbacular Drop byla o princezně používající magii pro vytváření portálů a celou hru šlo dohrát asi za 15 minut. Valve požadovalo hru delší, s propracovaným příběhem. Princezna v Narbacular Drop se jmenovala No-Knees (česky Bez-Kolenou), protože mohla skočit i z velké výšky. Tuto postavu tým potřeboval nahradit pro Half-Life téma smysluplnější postavou.
Wolpaw začal pracovat na prvotních náčrtech. První sepsaná scéna je paradoxně jednou z pozdějších ve hře, kdy GlaDOS poprosí Chell, aby odložila portálovou pistoli a vyčkala na tým, který jí zavede na slíbenou oslavu s dortem. Směr hry měl být tedy spíše humorný, protože samotný Half-Life je hra spíše dramatického charakteru.
Ani Wolpaw, ale ani nikdo ve Valve nevěděl, jestli za tento projekt budou hráči ochotni platit. Nejistota panovala po celou dobu vývoje hry. Ačkoliv šlo o hru propracovanou s jasným smyslem a vlastním nápadem, nikdo netušil, jestli nejde o moc silný originál, který hráče vůbec nezaujme. Valve se nakonec rozhodlo, že Portal přidá k balíčku her bežících na Source enginu, který vyšel v roce 2007 pod názvem Orange Box.

## Příběh

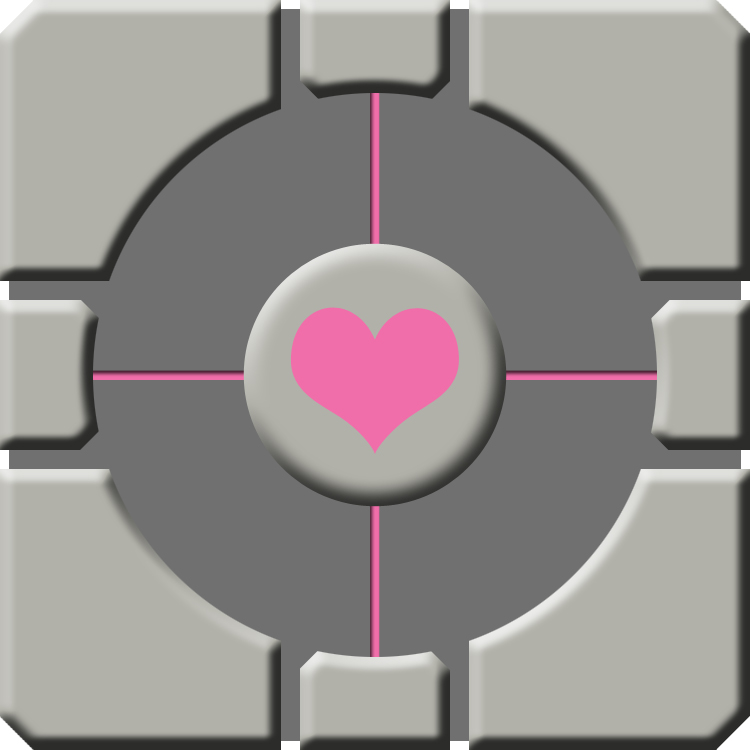
Kostka společnice

Hlavní postava, Chell se probouzí ve zvláštní kóji na neznámém místě. Posléze se ozývá počítačově syntetizovaný ženský hlas, který ji žádá, aby vyšla z kóje a zúčastnila se testu, na jehož závěru bude odměněna dortem. Hlas ji informuje, že se nachází v komplexu Aperture Science, konkrétně na Oddělení vědeckého obohacení (anglicky: Enrichment center). Chell se postupně dozvídá, že hlas patří GLaDOS, řídícímu počítači Aperture Science, který má na starost blíže neurčený výzkum.
Chell později získává od GLaDOS portálovou pistoli, se kterou nejprve může vytvořit modrý a později i oranžový portál. Hlas GLaDOS zní zpočátku neutrálně, ale postupně se mění v pasivně agresivní, což se potvrzuje u první testovací komory, kde Chell může přijít o život. Jak Chell postupně prochází celkem 19 testovacími komorami, GLaDOS ji vždy pochválí za dobrou práci a připomene, že konec testu se již blíží a na ní čeká závěrečná párty a samozřejmě výborný dort.
Při procházení jednotlivými úrovněmi Chell nachází Kostku společnici. Jde o standardní zatěžkávací kostku pro tlačítka, ale má na sobě srdíčko. Kostka společnice má za úkol subjekt především mentálně narušit, protože po vytvoření vztahu k ní je subjekt donucen, aby ji vhodil do spalovny, přičemž GLaDOS Chell popichuje, že "se Kostky společnice zbavila nejrychleji ze všech testovacích subjektů" (ve skutečnosti je druhý účel obětování kostky v tom, že to samé pak musí hráč udělat i na konci hry s jádry GLaDOS). Ve stejné úrovni také objevuje zákoutí, kde Doug Rattmann stěny popsal hláškami „Dort je lež!“ a také polepil zdi fotkami, kde každému hlavu nahradil obrázkem kostky společnice. Vyskytuje se zde také nápověda pro děj druhého dílu Portalu.
Po dokončení 19. testovací komory Chell jede na jezdicí plošině, když jí GLaDOS oznamuje, že tímto je test u konce a děkuje jí za cenné poznatky. Také ji informuje, že portálová pistole vydrží žár až 4000 Kelvinů a posílá Chell i s plošinou do spalovny. Chell se daří ovšem pomocí portálové zbraně uniknout z plošiny, což se všudypřítomné GLaDOS nelíbí a vymlouvá se, že šlo pouze o další test a že má Chell zůstat na místě, než pro ni přijdou. Chell se ale vydává vlastní cestou a opouští komplex testovacích komor. Dostává se do prostoru, kde by patrně měli být zaměstnanci, ale nikoho za celou hru nepotká. Po celou dobu svého pokusu utéci pryč z Aperture Science ji doprovází hlas GLaDOS, která má ovšem kamery pouze v testovacích komorách a tak neví, kde Chell je.
Když Chell projde zákulisními prostory, dostává se do velké místnosti, kde uprostřed nachází soubor zavěšených kovových koulí, některé vybavené očima. Jde o GLaDOS. Když Chell přichází, vypadne z počítače jedna z koulí. GLaDOS odmítá prozradit, co to je, a tak Chell kouli vhazuje do spalovny. Ukáže se, že koule jsou jednotlivými jádry hlavního počítače, z nichž každé je soubor procesorů, a každé představuje výpočetní kapacitu pro nějakou vlastnost. To však Chell zjistí až později. První jádro bylo údajně jádrem pro odpovědnost (morality core). Po zničení tohoto jádra odhodí GLaDOS veškeré zábrany a pokusí se Chell chladnokrevně zabít vpouštěním nervového plynu a raketometnou věží. Chell ale pomocí mistrného ovládaní tvorby portálů dokáže obracet rakety vůči GLaDOS a oddělovat od ní zbylá jádra, konkrétně jádro emocí (vrčí a otáčí "oko" sem a tam), zvědavosti (rozhlíží se a ptá se na všechno okolo) a inteligence (kouká se na hráče a recituje recept na dort).
Když se Chell podaří zničit poslední součást, GLaDOS exploduje a Chell se probouzí kdesi na povrchu u vstupní brány do areálu Aperture Science.
Poté, co se ve VALVe rozhodli, že Portal bude mít pokračovaní, vydali novou, prodlouženou verzi scény zničení GLaDOS. Chell se ocitá na parkovišti Aperture Science, snaží se vstát, ale nemá na to sílu. Než však ztratí vědomí, něco ji chytne za nohy a začne ji někam vléct, při čemž mechanickým hlasem pronese: "Děkujeme, že zaujímáte pozici pro přesun na párty."(V originále: "Thank you for assuming the party escort submission position."). Poté Chell upadá do mdlob a identita robota, jenž ji odvlekl, zůstává neznámá.

### Aperture Science

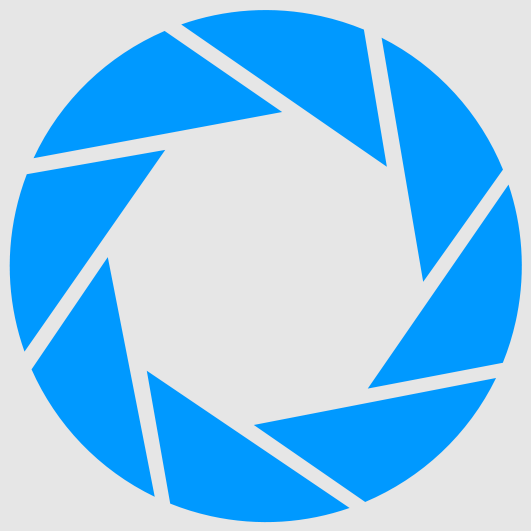
Logo společnosti

Aperture Science je takzvaný vědecký ústav ve hře Portal a Portal 2. Aperture Science založil Cave Johnson, dřívější prodejce závěsů. Aperture Science byla vědecká pracovna ve které testovali lidi, díky jimž vědci z Aperture Science vynalézali různé produkty např. hubnoucí gel nebo portálovou zbraň. Když Cave Johnson podlehl na Vesmírný gel který čerpal z měsíce a kolem něj, ještě před svou smrtí si přál vytvořit počítač s umělou inteligencí, který by ho nahradil. Tento plán se uskutečnil a umělou inteligenci převzal od své asistentky Caroline. Počítač nazvali GLaDOS tj. Genetic Lifeform and Disk Operating System. V počítači ale z neznámých důvodů nastala chyba a všechny zaměstnance kromě jednoho člověka přezdívaného Ratman zabila.

## Zajímavosti
- Děj hry Portal není přímo stanoven na časové ose událostí v sérii her Half-Life, ale GLaDOS v jeden moment oznamuje Chell, že jediné, co stojí mezi ní (Chell) a tím, co se děje venku, je ona (GLaDOS), čímž naznačuje, že jde o období okolo událostí hry Half-Life 2.
- Aperture Science byla přímá konkurence společnosti Black Mesa Research Facility, ve které se odehrával děj hry Half-Life a která je v příběhu série zodpovědná za příchod mimozemských bytostí na Zemi.
- Ve hře Half-Life 2: Episode two se objevuje záběr na loď Borealis která veze náklad kontejnerů se značkou Aperture Science. Ve stejné hře je zmíněno, že Aperture by měla vlastnit obdobné zařízení jaké měla Black Mesa a které by mohlo zvrátit souboj lidí s Combine.

## Kritika
Portal je hra, jež získala překvapivý a kladný ohlas od hráčů i od kritiků. Vyčnívá na povrch zejména svou originalitou, temnou atmosférou a morbidním humorem. Body pak ztrácí za svou krátkou hrací dobu, která se pohybuje kolem 3 hodin.